# Transavantgarde
Transavantgarde, auch italienisch Transavanguardia (jenseits der Avantgarde), in der späteren Phase auch als Arte Cifra definiert, bezeichnet eine Stilrichtung des Postmodernismus, die Mitte der 1970er Jahre hauptsächlich aus der italienischen Arte Povera hervorgegangen ist.

## Etymologie
Der Begriff „Transavanguardia“ wurde 1979 vom römischen Kunstkritiker Achille Bonito Oliva für eine Gruppe italienischer Maler geprägt. Vorreiter war der griechische Künstler Jannis Kounellis. Zu den Hauptvertretern der Transavanguardia zählen Sandro Chia, Francesco Clemente, Enzo Cucchi, Fernando Leal Audirac, Nicola de Maria, Carlo Maria Mariani und Mimmo Paladino. Aufgrund der symbolbehafteten Verschlüsselung (Chiffrierung) und Verfremdung der Bildsprache bezeichnete der Kunsthistoriker Wolfgang Max Faust diese Künstlergruppe auch als Arte Cifra.

## Stilistische Kennzeichen
Die Transavantgarde zeichnete sich durch einen subjektiven Eklektizismus aus, in dem sich die Künstler wieder einer klassischen Bildsprache wie der Tafelmalerei zuwandten. In Sujet und Figuration zeigte sich eine Vorliebe für mythologische Sagenfiguren der Antike (beispielsweise Medusen, Minotauren oder Zyklopen) und heroische Szenarien in expressiver Farbigkeit. Dabei bedienten sich die Künstler in ihrer Rezeption – vor allem Sandro Chia im skulpturalen Bereich – einer teilweise ironisch-kitschigen und rätselhaft-fragmentarischen Ikonografie; sie zitierten historische Quellen und archaische Artefakte und griffen auf die Klassik zurück, um mit der Betonung der sich anschließenden kulturellen Tradition des romanischen Abendlandes einen kunstgeschichtlichen Exkurs zu beenden. Achille Bonito Oliva erklärte dazu: „Die Bilder der Transavantgarde stellen Rätsel und Lösung zugleich dar. Die Transavantgarde erlaubt der Kunst eine Bewegung in alle Richtungen, einschließlich der Vergangenheit.“
Als spontane, subjektiv-emotionale Gegenrichtung zum statischen, „objektiv“-rationalen Anspruch der Minimal Art und Concept Art lässt sich die Transavantgarde mit den Bewegungen des amerikanischen New Image Painting, in Deutschland mit der „heftigen“ Malerei der Neuen Wilden und in Frankreich mit der Figuration Libre vergleichen.